# Marguerite Roesgen-Champion

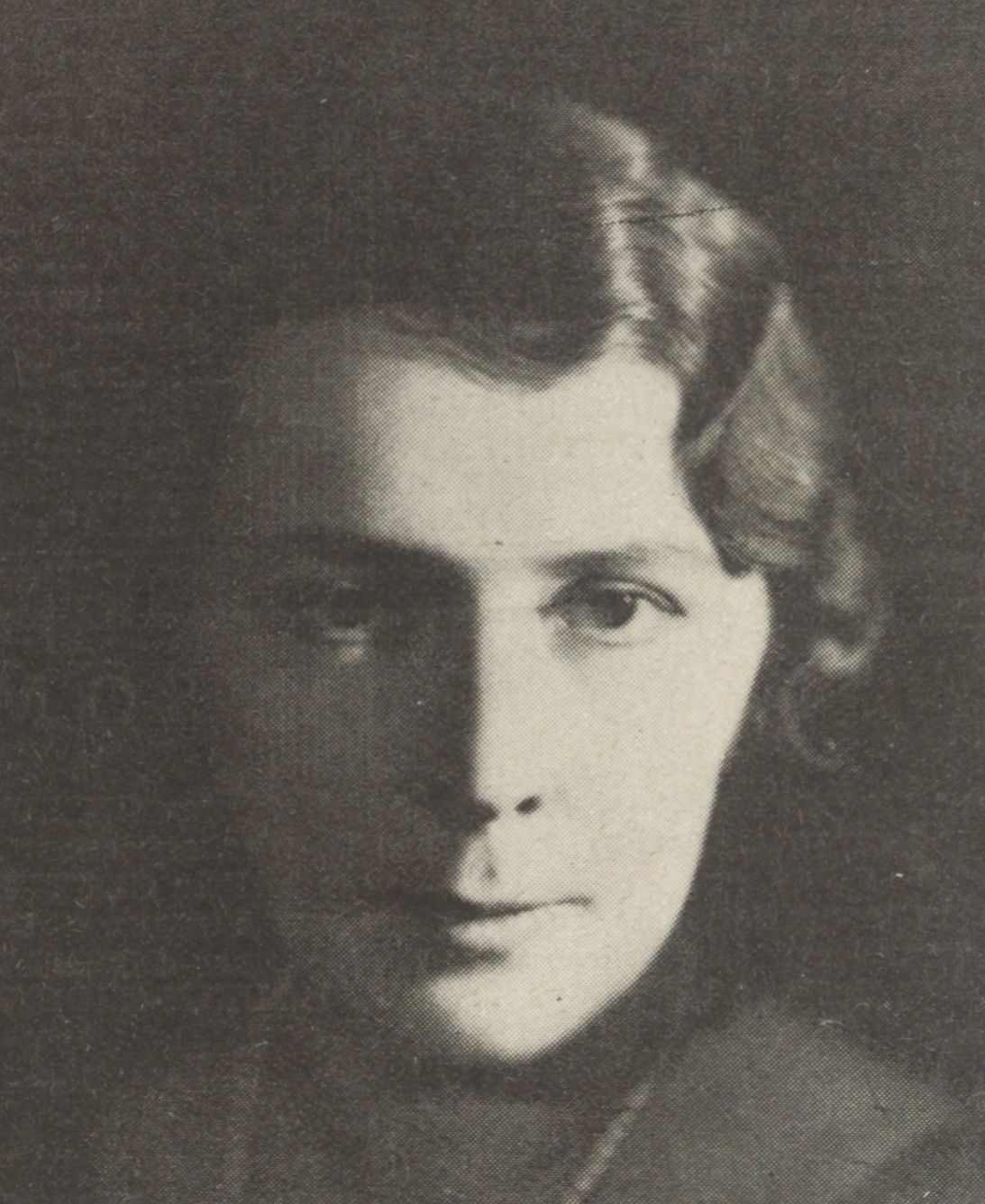
Marguerite Roesgen-Champion (1936)

Marguerite Roesgen-Champion (* 25. Januar 1894 in Genf; † 30. Juni 1976 ebenda) war eine Schweizer Komponistin und Cembalistin.
Roesgen-Champion studierte am Konservatorium ihrer Heimatstadt bei Ernest Bloch und Émile Jaques-Dalcroze. Seit 1926 lebte sie als Komponistin in Paris. Sie komponierte Orchesterwerke, Cembalo- und Klavierstücke, Kammermusik und Chorwerke.
Sie spielte mehrere Klavierkonzerte Mozarts und Haydns sowie Cembalokompositionen von Jean-Henri d’Anglebert, Johann Christoph Friedrich Bach und anderen auf Schallplatte ein.

## Werke (Auswahl)
- Sonate pour Flûte et Clavier
- Conte bleu et or, Klavierduett
- Suite française für Flöte und Harfe
- Domine ne in Furore für gemischten Chor a cappella
- Waltzes für zwei Klaviere
- Concert pour saxophone, clavecin et basson
- À la lune für Gesang, Flöte und Klavier
- Concerto grosso für Violine, Cello, Cembalo und Orchester